# قورباغه زهرآگین اکوادور
قورباغه زهرآگین اکوادور (نام علمی: Ameerega bilinguis) نام یک گونه از تیره قورباغه زهرآگین است.